# Polyscytalum berkeleyi
Polyscytalum berkeleyi är en svampart som beskrevs av M.B. Ellis 1976. Polyscytalum berkeleyi ingår i släktet Polyscytalum, divisionen sporsäcksvampar och riket svampar.   Inga underarter finns listade i Catalogue of Life.